# Gran Piemonte
Gran Piemonte (do roku 2008 známý jako Giro del Piemonte) je jednodenní cyklistický závod konaný v italské provincii Piemont v Apeninách. Závod se koná od roku 1906 a roku 2005 se stal součástí UCI Europe Tour na úrovni 1.HC. Od roku 2020 je součástí UCI ProSeries. Obvykle se koná několik dní před monumentem Giro di Lombardia.
Závod se v roce 2007 nekonal kvůli sponzorským problémům, ale v roce 2008 se vrátil zpět do kalendáře. Ročník 2013 musel být zrušen kvůli finančním potížím.

## Seznam vítězů
| Rok       | Země               | Jezdec                   | Tým                           |
| --------- | ------------------ | ------------------------ | ----------------------------- |
| 1906      | Itálie             | Giovanni Gerbi           | Maino                         |
| 1907      | Nejelo se          | Nejelo se                | Nejelo se                     |
| 1908      | Itálie             | Giovanni Gerbi           | Maino                         |
| 1909      | Nejelo se          | Nejelo se                | Nejelo se                     |
| 1910      | Itálie             | Vincenzo Borgarello      | Bianchi                       |
| 1911      | Itálie             | Mario Bruschera          | Bianchi                       |
| 1912      | Itálie             | Costante Costa           | individuál                    |
| 1913      | Itálie             | Romolo Verde             | individuál                    |
| 1914      | Itálie             | Giuseppe Santhià         | Ganna–Dunlop                  |
| 1915      | Itálie             | Natale Bosco             | 'individuál                   |
| 1916      | Itálie             | Francesco Cerutti        | individuál                    |
| 1917      | Itálie             | Domenico Schierano       | individuál                    |
| 1918      | Itálie             | Ugo Bianchi              | individuál                    |
| 1919      | Itálie             | Costante Girardengo      | Stucchi–Dunlop                |
| 1920      | Itálie             | Costante Girardengo      | Stucchi–Dunlop                |
| 1921      | Itálie             | Giovanni Brunero         | Legnano–Pirelli               |
| 1922      | Itálie             | Angelo Gremo             | Bianchi–Salga                 |
| 1923      | Itálie             | Bartolomeo Aimo          | Atala                         |
| 1924      | Itálie             | Costante Girardengo      | Maino                         |
| 1925      | Itálie             | Gaetano Belloni          | Wolsit–Pirelli                |
| 1926      | Itálie             | Alfredo Binda            | Legnano–Pirelli               |
| 1927      | Itálie             | Alfredo Binda            | Legnano–Pirelli               |
| 1928      | Itálie             | Marco Giuntelli          | Touring–Pirelli               |
| 1929      | Itálie             | Antonio Negrini          | Maino–Clément                 |
| 1930      | Itálie             | Ambrogio Morelli         | Gloria–Hutchinson             |
| 1931      | Itálie             | Mario Cipriani           | individuál                    |
| 1932      | Itálie             | Giuseppe Martano         | individuál                    |
| 1933      | Itálie             | Antonio Folco            | individuál                    |
| 1934      | Itálie             | Learco Guerra            | Maino–Clément                 |
| 1935      | Itálie             | Aldo Bini                | Maino–Girardengo              |
| 1936      | Itálie             | Aldo Bini                | Maino                         |
| 1937      | Itálie             | Gino Bartali             | Legnano                       |
| 1938      | Itálie             | Pietro Rimoldi           | Ganna                         |
| 1939      | Itálie             | Gino Bartali             | Legnano                       |
| 1940      | Itálie             | Cino Cinelli             | Bianchi                       |
| 1941      | Itálie             | Aldo Bini                | Bianchi                       |
| 1942      | Itálie             | Fiorenzo Magni           | Bianchi                       |
| 1943–1944 | Nejelo se          | Nejelo se                | Nejelo se                     |
| 1945      | Itálie             | Secondo Barisone         | individuál                    |
| 1946      | Itálie             | Sergio Maggini           | Benotto–Superga               |
| 1947      | Itálie             | Vito Ortelli             | Benotto–Superga               |
| 1948      | Itálie             | Renzo Soldani            | individuál                    |
| 1949      | Itálie             | Adolfo Leoni             | Legnano–Pirelli               |
| 1950      | Itálie             | Alfredo Martini          | Taurea–Pirelli                |
| 1951      | Itálie             | Gino Bartali             | Bartali–Ursus                 |
| 1952      | Itálie             | Giorgio Albani           | Legnano                       |
| 1953      | Itálie             | Fiorenzo Magni           | Ganna–Ursus                   |
| 1954      | Itálie             | Nino Defilippis          | Torpado–Ursus                 |
| 1955      | Itálie             | Giuseppe Minardi         | Legnano                       |
| 1956      | Itálie             | Fiorenzo Magni           | Nivea–Fuchs                   |
| 1957      | Itálie             | Silvano Ciampi           | Faema–Guerra                  |
| 1958      | Itálie             | Nino Defilippis          | Carpano                       |
| 1959      | Itálie             | Silvano Ciampi           | Bianchi–Pirelli               |
| 1960      | Itálie             | Alfredo Sabbadin         | Philco                        |
| 1961      | Itálie             | Angelo Conterno          | Baratti–Milano                |
| 1962      | Itálie             | Vito Taccone             | Atala                         |
| 1963      | Itálie             | Adriano Durante          | Legnano                       |
| 1964      | Belgie             | Willy Bocklant           | Flandria–Romeo                |
| 1965      | Itálie             | Romeo Venturelli         | Bianchi–Mobylette             |
| 1966      | Západní Německo    | Rudi Altig               | Molteni                       |
| 1967      | Itálie             | Guido De Rosso           | Vittadello                    |
| 1968      | Nejelo se          | Nejelo se                | Nejelo se                     |
| 1969      | Itálie             | Marino Basso             | Molteni                       |
| 1970      | Itálie             | Italo Zilioli            | Faemimo–Faema                 |
| 1971      | Itálie             | Felice Gimondi           | Salvarani                     |
| 1972      | Belgie             | Eddy Merckx              | Molteni                       |
| 1973      | Itálie             | Felice Gimondi           | Bianchi–Campagnolo            |
| 1974      | Itálie             | Francesco Moser          | Filotex                       |
| 1975–1976 | Nejelo se          | Nejelo se                | Nejelo se                     |
| 1977      | Belgie             | Roger De Vlaeminck       | Brooklyn                      |
| 1978      | Itálie             | Gianbattista Baronchelli | Scic                          |
| 1979      | Itálie             | Silvano Contini          | Bianchi–Faema                 |
| 1980      | Itálie             | Gianbattista Baronchelli | Bianchi–Piaggio               |
| 1981      | Itálie             | Marino Amadori           | Magniflex                     |
| 1982      | Španělsko          | Faustino Rupérez         | Zor–Helios                    |
| 1983      | Itálie             | Guido Bontempi           | Inoxpran                      |
| 1984      | Francie            | Christian Jourdan        | La Vie Claire                 |
| 1985      | Francie            | Charly Mottet            | Renault–Elf                   |
| 1986      | Itálie             | Gianni Bugno             | Atala–Ofmega                  |
| 1987      | Nizozemsko         | Adri van der Poel        | PDM–Ultima–Concorde           |
| 1988      | Západní Německo    | Rolf Gölz                | Superconfex–Yoko–Opel–Colnago |
| 1989      | Itálie             | Claudio Chiappucci       | Carrera Jeans–Vagabond        |
| 1990      | Itálie             | Franco Ballerini         | Del Tongo                     |
| 1991      | Uzbekistán         | Džamolidin Abdužaparov   | Carrera Jeans–Tassoni         |
| 1992      | Nizozemsko         | Erik Breukink            | PDM–Ultima–Concorde           |
| 1993      | Švýcarsko          | Beat Zberg               | Carrera Jeans–Tassoni         |
| 1994      | Itálie             | Nicola Miceli            | Carrera Jeans–Tassoni         |
| 1995      | Itálie             | Claudio Chiappucci       | Carrera Jeans–Tassoni         |
| 1996      | Francie            | Richard Virenque         | Festina–Lotus                 |
| 1997      | Itálie             | Gianluca Bortolami       | Festina–Lotus                 |
| 1998      | Itálie             | Marco Serpellini         | Brescialat–Liquigas           |
| 1999      | Itálie             | Andrea Tafi              | Mapei–Quick-Step              |
| 2000      | Nejelo se          | Nejelo se                | Nejelo se                     |
| 2001      | Belgie             | Nico Mattan              | Cofidis                       |
| 2002      | Itálie             | Luca Paolini             | Mapei–Quick-Step              |
| 2003      | Itálie             | Alessandro Bertolini     | Alessio                       |
| 2004      | Austrálie          | Allan Davis              | Liberty Seguros               |
| 2005      | Brazílie           | Murilo Fischer           | Naturino–Sapore di Mare       |
| 2006      | Itálie             | Daniele Bennati          | Lampre–Fondital               |
| 2007      | Nejelo se          | Nejelo se                | Nejelo se                     |
| 2008      | Itálie             | Daniele Bennati          | Liquigas                      |
| 2009      | Belgie             | Philippe Gilbert         | Silence–Lotto                 |
| 2010      | Belgie             | Philippe Gilbert         | Omega Pharma–Lotto            |
| 2011      | Španělsko          | Daniel Moreno            | Team Katusha                  |
| 2012      | Kolumbie           | Rigoberto Uran           | Team Sky                      |
| 2013–2014 | Nejelo se          | Nejelo se                | Nejelo se                     |
| 2015      | Belgie             | Jan Bakelants            | AG2R La Mondiale              |
| 2016      | Itálie             | Giacomo Nizzolo          | Itálie (národní tým)          |
| 2017      | Itálie             | Fabio Aru                | Astana                        |
| 2018      | Itálie             | Sonny Colbrelli          | Bahrain–Merida                |
| 2019      | Kolumbie           | Egan Bernal              | Team Ineos                    |
| 2020      | Nový Zéland        | George Bennett           | Team Jumbo–Visma              |
| 2021      | Spojené království | Matthew Walls            | Bora–Hansgrohe                |
| 2022      | Španělsko          | Iván García Cortina      | Movistar Team                 |
| 2023      | Itálie             | Andrea Bagioli           | Soudal–Quick-Step             |
| 2024      | USA                | Neilson Powless          | EF Education–EasyPost         |

## Vítězství dle zemí
| Vítězství | Země                                                                       |
| --------- | -------------------------------------------------------------------------- |
| 81        | Itálie                                                                     |
| 7         | Belgie                                                                     |
| 3         | Francie Španělsko                                                          |
| 2         | Německo Nizozemsko Kolumbie                                                |
| 1         | Uzbekistán Švýcarsko Austrálie Brazílie Nový Zéland Spojené království USA |